# Dipsacus ferox
Espèce
Synonymes
- Dipsacus bulgaricus Hayek[1]

Dipsacus ferox est une plante herbacée de la famille des Caprifoliaceae.